# Anna Hackl
Anna Hackl (nascida como Anna Langthaler) é uma camponesa austríaca de Schwertberg, cuja família foi destacada por ter salvado dois prisioneiros de guerra russos durante os anos nazista na Áustria.

## A família Langthaler em 1945
A família Langthaler, que vivia numa quinta em Schwertberg, escondeu em fevereiro 1945 dois soldados russos, que tinham fugido do campo de concentração de Mauthausen, durante 3 meses arriscando a vida da família inteira. Os dois soldados, Michail Rybtshinski (morreu em 2008) e Nikolai Zimkolo (morreu em 2001), não foram sequer traídos quando a família e a quinta foram investigadas pelo SS e o “Volkssturm” ("Tormento do Povo").
Em fevereiro 1945 aproximadamente 500 soldados russos tinham tentado fugir do campo de concentração de Mauthausen, mas só 11 sobreviveram ao frio e à caça deles, na qual uma grande parte da população civil participava. Esta caça é conhecida como “Mühlviertler Hasenjagd” ("caça de coelhos do Mühlviertel").
Anna Hackl, que tinha 14 anos na altura, foi destacada em nome da família Langthaler pela República Austríaca e pela província de Alta Áustria. Hoje Anna Langthaler empenha-se na divulgação destes acontecimentos falando em mais do que 30 escolas por ano sobre o horror e as dificuldades daquela altura.
Existe um filme de Andreas Gruber sobre estes acontecimentos, que se chama "Caça ao Homem" (título original "Hasenjagd - Vor lauter Feigheit gibt es kein Erbarmen").